# Conus vautieri
Conus vautieri é uma espécie de gastrópode do gênero Conus, pertencente a família Conidae.